# Ferrovia suburbana di Haydarpaşa
La Ferrovia suburbana di Haydarpaşa (in turco Haydarpaşa banliyösü), nota anche come linea Haydarpaşa-Gebze (in turco Haydarpaşa-Gebze hattı) e numerata come B2, era una linea ferroviaria per pendolari gestita dalle Ferrovie Statali della Repubblica Turca, tra la stazione di Haydarpaşa a Kadıköy e Gebze, nella provincia di Kocaeli. Dalla sua apertura nel 1951, è stata la linea ferroviaria per pendolari più trafficata e il servizio TCDD più trafficato in Turchia, fino a quando nel 2013 non è stata chiusa.
Elettrificata nel 1969, la linea è stata il secondo servizio ferroviario elettrificato per pendolari in Turchia, dopo la Ferrovia suburbana di Istanbul, operante al di là del Bosforo.
Il percorso correva lungo la sponda meridionale della parte asiatica di Istanbul, passando per importanti quartieri: Kadıköy, Göztepe, Maltepe, Kartal, Pendik e Tuzla. La linea poi entrava nella provincia di Kocaeli sino a Gebze, dove terminava. Le Ferrovie dello Stato hanno operato sulla linea anche il servizio regionale per Adapazarı e il servizio di linea principale per Ankara, rendendola una delle linee ferroviarie più trafficate della Turchia, in termini di passeggeri e numero di treni.

## Storia

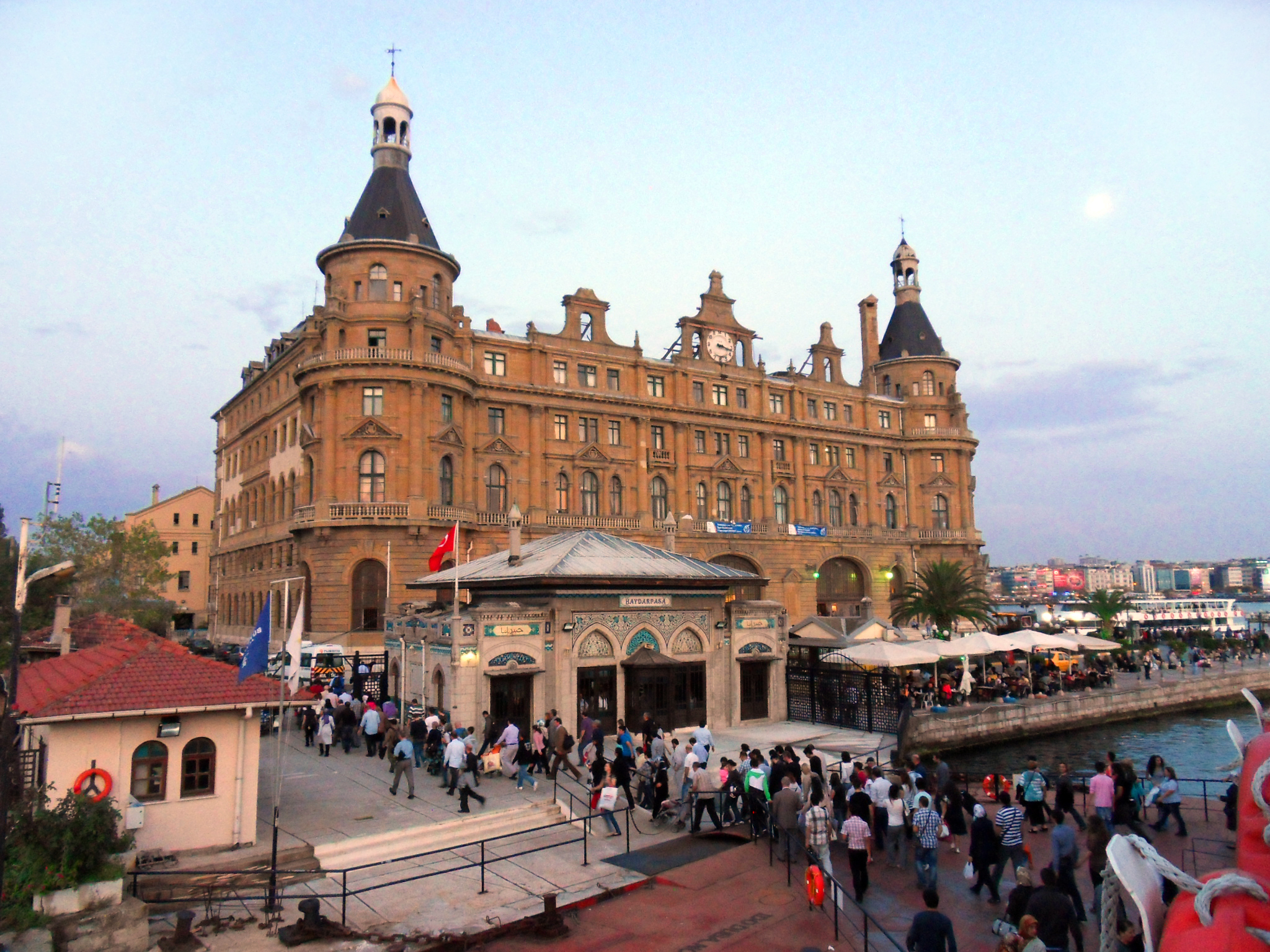
Il capolinea di Haydarpaşa

Una ferrovia per Gebze fu originariamente costruita dall'Impero ottomano nel 1873, come parte della ferrovia per Izmit. Questa linea fu inizialmente costruita per il Sultano, ma in seguito servì la numerosa popolazione lungo le coste nord-orientali del Mar di Marmara. Tuttavia, pochi treni circolavano sulla linea durante il periodo in cui il governo la gestiva. Il governo ottomano vendette presto la linea a un'impresa privata, la Chemins de fer Ottomans d'Anatolie (CFOA). La CFOA avviò un servizio ferroviario regolare tra Istanbul e İzmit (così come Gebze) negli anni 1890. Il servizio fu sospeso dal 1914 al 1919 durante la prima guerra mondiale. Dopo la costituzione della Repubblica di Turchia nel 1923, la CFOA continuò a gestire il servizio di pendolari fino al 1927, quando venne acquisita dalle neonate Ferrovie dello Stato turche (TCDD), le quali hanno continuato il servizio pendolare precedentemente fornito.
Dopo la seconda guerra mondiale, nuove locomotive e automotrici furono consegnate in Turchia e utilizzate sulla linea. Nel 1962, furono ordinate nuove EMU E8000 come parte dei piani di TCDD per rinnovare la linea. Negli anni successivi i binari furono raddoppiati ed elettrificati e le stazioni furono tutte rinnovate. A partire dalla fine del 1968, queste EMU iniziarono i test sulla linea. Il 29 maggio 1969 iniziò a funzionare l'aumento del servizio pendolare con le nuove EMU. Nel 1971 entrarono in funzione sulla linea le nuove locomotive elettriche E40000. Nel 1972 furono introdotte le EMU E14000 e le E40000 furono messe in servizio regionale tra Istanbul e Adapazarı. Il percorso, tuttavia, durante i successivi tre decenni si è deteriorato e alla metà degli anni 2000 le EMU erano in cattive condizioni e i binari necessitavano di riparazioni.
Nel 2003, il progetto Marmaray ha avviato la costruzione di un tunnel sotto il Bosforo, nonché il rinnovamento di questa linea. I piani sono stati finalizzati e la linea è stata prima parzialmente chiusa tra Gebze e Pendik, e poi chiusa completamente a partire dal 19 giugno 2013 con una previsione di chiusura di almeno 2 anni. La prevista riapertura nel giugno 2015 è stata invece ritardata fino a marzo 2019, quando la linea è tornata in servizio come parte di Marmaray nonostante le proteste dei sindacati per i test finali non ancora completati.